# Valenzuela croesus
Valenzuela croesus är en insektsart som först beskrevs av Chapman 1930.  Valenzuela croesus ingår i släktet Valenzuela och familjen fransvingestövsländor. Inga underarter finns listade i Catalogue of Life.